# Электрические сны Филипа К. Дика
«Электрические сны Филипа К. Дика» (англ. Philip K. Dick’s Electric Dreams) — британский научно-фантастический телесериал-антология, основанный на произведениях Филипа Дика. Премьера в Британии состоялась 17 сентября 2017 года на канале Channel 4. Антология представляет собой 10 самостоятельных эпизодов, в основу каждого из которых положено творчество Дика, их сценарии написаны как британскими, так и американскими сценаристами. Показ сериала на территории Соединённых Штатов осуществляет сервис Amazon Video.

## Производство
Изначально сериал разрабатывался американским телеканалом AMC и британским Channel 4, однако AMC отказался от участия в проекте. В феврале 2017 года права на сериал в США выкупил сервис Amazon Video. Производством сериала занималась компания Sony Pictures Television. Рональд Д. Мур, Майкл Диннер и Брайан Крэнстон значились исполнительными продюсерами. Крэнстон, помимо этого, также сыграл роль в эпизоде «Человек это...». Сценаристами шоу выступили Рональд Д. Мур, Майкл Диннер, Тони Гризони, Джек Торн, Мэтью Грэхэм, Дэвид Фарр, Ди Рис и Трэвис Бичем. Серию «Проездной билет» по одноимённому рассказу написал Джек Торн, а поставил Том Харпер.

## Кастинг
В марте 2017 года Тимоти Сполл присоединился к эпизоду «Проездной билет», снявшись в главных ролях совместно с Энтони Бойлом и Таппенс Миддлтон. В следующем месяце Джек Рейнор и Бенедикт Вонг были приглашены на главную роль в эпизоде «Планета, которой не было», наряду с актёрами второго плана, включая Джеральдину Чаплин и Джорджину Кэмпбелл. Также в апреле Стив Бушеми был снят в фильме «Сумасшедший бриллиант», а Грег Киннир и Мирей Инос присоединились к эпизоду «Отец-двойник».
3 мая 2017 года Анна Пэкуин и Терренс Ховард были сняты в эпизоде «Настоящая жизнь», с актёрами второго плана, включая Рашель Лефевр, Джейкоба Варгаса, Сэма Уитвера, Гая Бернета и Лару Пулвер. Также в мае было объявлено, что Ричард Мэдден и Холлидей Грейнджер сыграют главные роли в фильме «Капюшонщик». Позже в том же месяце Вера Фармига и Мел Родригес были приглашены на главную роль в эпизоде «УВД», в котором также появились Джейсон Митчелл, Гленн Моршауэр и Сара Бейкер. Наконец-то в мае, Жанель Монэ и Джуно Темпл присоединились к актёрскому составу эпизода «Автофабрика» вместе с Джеем Полсоном и Дэвидом Лайонсом.
В июне 2017 года Мора Тирни и Аннализа Бассо были приглашены на главную роль в фильме «Целый и невредимый», а Брайан Крэнстон был подтвержден для участия в эпизоде «Человек это...» с Эсси Дэвис, Лиамом Каннингемом и Рут Брэдли.

## Съёмки
Пять эпизодов были сняты в Англии, остальные пять — в Чикаго.
Четвёртый эпизод сериала «Сумасшедший бриллиант» был снят в двух местах в графстве Кент, Англия: поместье Дандженесс использовалось для различных внешних декораций и автомобильных сцен, а ветряная электростанция Чейн-Корт использовалась в качестве контрольно-пропускного пункта, который Салли проезжает по пути в поместье и из него.

## Музыка
Гарри Грегсон-Уильямс был нанят для написания музыки к заглавной композиции всех эпизодов, а Оулавюр Арнальдс и Кристобаль Тапиа де Вир также были наняты для написания нескольких композиций для каждого эпизода. Брайан Трансо и Марк Айшем записали музыку для эпизода под названием «Автофабрика», в то время как Беар Маккрири записал музыку для трёх эпизодов в первом сезоне.
В эпизоде «Сумасшедший бриллиант» (англ. Crazy Diamond) звучит песня «Octopus» Сида Барретта, сооснователя группы Pink Floyd. Название эпизода перекликается с названием эпической композиции «Shine On You Crazy Diamond», которую Pink Floyd посвятили Барретту.

## Эпизоды
Каждый эпизод основан на рассказе Филипа К. Дика. Последовательности эпизодов отличаются на Channel 4 и в Amazon Video.
| № | Название                                       | Режиссёр            | Автор сценария              | Основан на            | Дата премьеры    | Зрители (млн) |
| --- | ---------------------------------------------- | ------------------- | --------------------------- | --------------------- | ---------------- | ------------- |
| 1 | «Капюшонщик» «The Hood Maker»                  | Джулиан Джаррольд   | Мэтью Грэхэм                | «Капюшонщик»          | 17 сентября 2017 | 1,49          |
| Авторитарный режим ограничивает телепатов гетто и постоянно дискриминирует их. Телепатка по имени Хонор нанимается на работу в полицию и вместе со своим куратором агентом Россом расследует таинственного человека, называемого «Создателем капюшонов», который распространяет по всему городу капюшоны, защищающие от телепатии. На фоне нового насилия телепаты бунтуют. Создатель капюшонов раскрывает, что Росс — их секретное оружие, фанатик, выступающий против телепатов и невосприимчивый к телепатии. Росс заявляет, что влюбился в Хонор, но она не может физически подтвердить его любовь, и эпизод заканчивается тем, что она не уверена, стоит ли ему доверять. |                                                |                     |                             |                       |                  |               |
| 2 | «Планета, которой не было» «Impossible Planet» | Дэвид Фарр          | Дэвид Фарр                  | «Невозможная планета» | 24 сентября 2017 | 1,35          |
| 3 | «Проездной билет» «The Commuter»               | Том Харпер          | Джек Торн                   | «Пригородный поезд»   | 1 октября 2017   | 1,5           |
| 4 | «Сумасшедший бриллиант» «Crazy Diamond»        | Марк Манден         | Тони Гризони                | «Спешите приобрести!» | 8 октября 2017   | 0,96          |
| 5 | «Настоящая жизнь» «Real Life»                  | Джеффри Рейнер      | Рональд Д. Мур              | «Экспонат с выставки» | 15 октября 2017  | 0,88          |
| 6 | «Человек это...» «Human Is»                    | Франческа Грегорини | Джессика Мекленберг         | «Человек»             | 29 октября 2017  | 0,85          |
| 7 | «Отец-двойник» «The Father Thing»              | Майкл Диннер        | Майкл Диннер                | «Вроде-как-папа»      | 12 января 2018   | н/д           |
| 8 | «Автофабрика» «Autofac»                        | Питер Хортон        | Трэвис Бичем                | «Автофабрика»         | 12 января 2018   | н/д           |
| 9 | «Целый и невредимый» «Safe аnd Sound»          | Алан Тейлор         | Кален Иган и Трэвис Сентелл | «Фостер, ты мёртв!»   | 12 января 2018   | н/д           |
| 10 | «УВД» «Kill All Others»                        | Ди Рис              | Ди Рис                      | «Унылый незнакомец»   | 12 января 2018   | н/д           |